# La Semaine du Sphinx
Pour plus de détails, voir Fiche technique et Distribution.
La Semaine du Sphinx (La settimana della Sfinge) est un film italien réalisé par Daniele Luchetti, sorti en 1990, avec Paolo Hendel, Margherita Buy, Silvio Orlando et Delia Boccardo dans les rôles principaux.

## Synopsis
Dans la région de l'Émilie-Romagne, Gloria (Margherita Buy), serveuse dans un restaurant routier, rencontre Eolo (Paolo Hendel), un installateur d'antennes qui est aussi un prolifique séducteur qui accumule les histoires courtes et refuse de se marier. Après une aventure d'un soir, Eolo part, et Gloria se lance à sa poursuite.

## Fiche technique
- Titre : La Semaine du Sphinx
- Titre original : La settimana della Sfinge
- Réalisation : Daniele Luchetti
- Scénario : Daniele Luchetti, Franco Bernini et Angelo Pasquini
- Photographie : Antonio Nardi
- Montage : Angelo Nicolini
- Musique : Dario Lucantoni
- Scénographie : Giancarlo Basili et Leonardo Scarpa
- Costumes : Paola Bonucci
- Producteur : Matt Robinson et Angelo Rizzoli (it)
- Société de production : Erre Produzioni et Reteitalia
- Pays d'origine :  Italie
- Langue : Italien
- Format : Couleur
- Genre : Comédie
- Durée : 102 minutes
- Dates de sortie : 
  - Italie : 12 octobre 1990
  - France :  29 avril 1992

## Distribution
- Margherita Buy: Gloria
- Paolo Hendel: Eolo
- Silvio Orlando: le Ministre
- Delia Boccardo: Sara
- Isaac George (it): Ferruccio
- Roberto Nobile
- Corso Salani (it)
- Giorgio Trestini (it)

## Autour du film
- Le film est tourné dans la région de l'Émilie-Romagne et notamment dans les villes de Bologne, Rimini, Fiorenzuola d'Arda, Cesenatico et Cento et sur le territoire de l'État de Saint-Marin.

## Distinctions

### Prix
- Coquille d'argent de la meilleure actrice en 1990 pour Margherita Buy.

### Nominations
- Coquille d'argent du meilleur réalisateur en 1990 pour Daniele Luchetti.
- David di Donatello de la meilleure actrice principale en 1991 pour Margherita Buy.